# Lassana Camará
Lassana Camará, conhecido apenas por Saná (Bissau, 29 de dezembro de 1991), é um futebolista guineense que atua como médio. Atualmente, joga pelo Sport Bissau e Benfica .

## Carreira
Revelado pelo Benfica, Saná profissionalizou-se em 2010, porém nunca jogou nenhuma partida oficial pelas Águias. Foi no Servette, onde foi emprestado, que ele iniciara de facto a carreira profissional.
Jogou também pelo Valladolid antes de voltar a Portugal, para jogar no Académica, entretanto não jogou nenhuma vez pela equipa de Coimbra. Em 2014, teve uma rápida passagem pelo Botafogo de Salvador antes de voltar pela terceira vez ao futebol português, desta vez no Braga B. Em janeiro de 2016, assinou com o Académico de Viseu.
Em Dezembro de 2020 , foi apresentado como novo reforço do Sport Bissau e Benfica.

## Seleção
Com passagens pelas categorias de base da Seleção Portuguesa, o médio jogou o Campeonato Mundial de Futebol Sub-20 de 2011, realizada na Colômbia, tendo disputado três partidas.
Em 2014, Saná optou em defender a Seleção Guineense, fazendo sua estreia em agosto, pelas eliminatórias do Campeonato Africano das Nações do ano seguinte, tendo jogado cinquenta e nove minutos na partida contra a equipa do Botsuana, que terminaria empatada em 1 a 1.